# Reprezentacja Kirgistanu w koszykówce mężczyzn
Reprezentacja Kirgistanu w koszykówce mężczyzn – drużyna, która reprezentuje Kirgistan w koszykówce mężczyzn. Za jej funkcjonowanie odpowiedzialny jest Kirgiski Związek Koszykówki (KBF).
Nigdy nie zakwalifikowała się do udziału w igrzyskach olimpijskich oraz mistrzostwach świata. 
Raz brała udział w mistrzostwach Azji – w 1995 roku zajęła 8. pozycję.
W sierpniu 2008 roku reprezentacja Kirgistanu uczestniczyła w katastrofie lotu Iran Aseman Airlines 6895, w której zginęło 10 zawodników reprezentujących ten kraj.

## Udział w imprezach międzynarodowych
- Mistrzostwa Azji
  - 1995 – 8. miejsce